# Кинематограф Швейцарии
Кинематограф Швейцарии — отрасль культуры и экономики Швейцарии, занимающаяся производством и демонстрацией фильмов зрителям.

## История
Первая демонстрация кинофильма в стране состоялась в 1896 году в Женеве на Национальной выставке. В 1920-е годы существует уже около тридцати кинотеатров по всей стране: в Берне, Цюрихе, Лозанне, Базеле, Женеве, где демонстрируются как зарубежные фильмы, так и картины собственного производства. Первая национальная кинокомпания была основана Л. Томбе в 1918 году, основной её продукцией были приключенческие и комедийные фильмы. Получает развитие как франко, так и германоязычная кинематография. К первой можно отнести режиссёров Ж. Беранже («Крест Сервена», 1922), А. Порше («Зов гор», 1923), Ж. Броше («Взбирающиеся на Салев», 1925), ко второй — Э. Хардера, поставившего полнометражный художественный фильм о Вильгельме Телле «Происхождение Конфедерации», отличавшийся масштабностью съёмок.
В 1924 году основывается компания «Презенс», поначалу занимавшаяся рекламными фильмами, но в дальнейшем перешедшая и на игровое кино. Ей выпускаются экранизации классиков 19-го века — Готфрида Келлера и Иеремии Готхельфа. Среди наиболее значительных фильмов — «Стрелок Випф» (1938, режиссёр Л. Линдтберг, Г. Халлер), «Последний шанс» (1945) и «Царствование Матто» (1947) — оба режиссёра Линдтберга, «Батрак Ули» (1954) и «Ули-арендатор» (1956) — оба режиссёра Д. Шнидера. «Презенс» также привлекала к работе иностранных режиссёров: Ф. Циннемана («Отмеченные», 1948, в США — «Поиски»), Л. Коменчини («Хейди», 1952), Л. Вайду («Это случилось средь бела дня», 1958), К. Хофмана («Брак господина Миссисипи», 1961).
Развитие национального кинематографа сталкивалось с определёнными трудностями. Наиболее сильно влияло многоязычие, когда разные части страны имели разные культурные традиции. Также сказывалось засилье в прокате зарубежных лент. В 1930-х швейцарской киноиндустрией выпускалось лишь от 2 до 10 картин в год. Сокращение импорта фильмов во время Второй мировой войны привело к росту производства собственных картин. В 1942 году было выпущено тринадцать полнометражных фильмов.
После окончания войны кинематографу начинает уделяться большое внимание со стороны государства. Основывается Швейцарская синематека в Лозанне в 1948 году, в 1958 году вносится отдельная статья в конституцию, касающаяся кинематографа, и на её основе в 1963 году принимается закон о кино, определяющий условия финансовой поддержки государством производства картин.
С 60-х годов производство художественных фильмов не превышало 15 фильмов в год. Наиболее яркие представители этого поколения режиссёров: Ален Таннер (его наиболее известные фильмы: «Саламандра», «Середина мира», «В белом городе»), Мишель Суттер («Гашиш», «Землемеры»), Клод Горетта («Приглашение», «Кружевница», «Смерть Марио Риччи»). Внимание к видеоряду отличало работы Даниэля Шмида «Сегодня ночью или никогда», «Березина, или Последние дни Швейцарии». Яркой личностью на рубеже веков является молодой режиссёр Матьё Сейлер («Подарок Стефании», «В ожидании настоящей любви»). Для швейцарского кинематографа характерна сложность сюжета и экспериментальность формы, часто это препятствует их признанию массовой зрительской аудиторией.
Наиболее крупным аниматором современной Швейцарии является Жорж Швицгебель.
Действует секция кино Федерального департамента внутренних дел, ему подчинена Федеральная комиссия по кинематографии. Систематически проводятся Международные фестивали кино в Локарно и Дни национального швейцарского кино. Есть Ассоциации режиссёров, продюсеров, технических сотрудников кинематографии, кинокритиков, кинопрокатчиков и владельцев кинозалов, существует студия мультипликационного кино (а на его базе и ассоциация «Свободное кино»), которая заведует прокатом авторских фильмов. Издаются киножурналы «Schweizer Film/Film suisse» (начиная с 1935 года), «Cinema» (начиная с 1955 года), «Travelling» (начиная с 1963 года).